# Alexogloblinia shannoni
Alexogloblinia shannoni är en tvåvingeart som först beskrevs av Aldrich 1934.  Alexogloblinia shannoni ingår i släktet Alexogloblinia och familjen parasitflugor. Inga underarter finns listade i Catalogue of Life.